# БЭСМ-6
БЭСМ-6 (Большая электронно-счётная машина) — советская электронная вычислительная машина серии БЭСМ, первая советская суперЭВМ на элементной базе второго поколения — транзисторах.

## Основные сведения
БЭСМ-6 была разработана в середине 1960-х годов и сдана Госкомиссии в 1967 году. С 1968 года начат серийный выпуск на Заводе счётно-аналитических машин (САМ) в Москве. Производство шло вплоть до 1987 года, и за это время было выпущено 355 машин.
Главный конструктор — Сергей Алексеевич Лебедев, заместители главного конструктора — В. А. Мельников, Л. Н. Королёв.
Особенности БЭСМ-6:
- Элементная база — транзисторный парафазный усилитель с диодной логикой на входе.
- В электронных схемах использовалось 60 000 транзисторов и 180 000 полупроводниковых диодов.
- Тактовая частота — 9 МГц.
- 48-битное машинное слово.
- Быстродействие — около 1 млн операций в секунду (производительная американская система CDC 6600, выпускавшаяся с 1964 года, обеспечивала в три раза большее быстродействие, около 3 млн операций в секунду. В июне 1967 года была выпущена CDC 7600 производительность в 10 млн операций в секунду  (в пике - до 35 млн).[1]
- Конвейерный центральный процессор (ЦП) с отдельными конвейерами для устройства управления (УУ) и арифметического устройства (АУ). Конвейер позволял совмещать обработку нескольких команд, находящихся на разных стадиях выполнения.
- 8-слойная физическая организация памяти.
- Виртуальная адресация памяти и расширяемые регистры страничной приписки.
- Совмещённое АУ для целой и плавающей арифметики.
- Кеш на 16 48-битных слов: 4 — чтения данных, 4 — чтения команд, 8 — буфер записи.
- Система команд — 50 24-битных команд (по две в слове).
- Потребляемая мощность — 50 кВт.
- Площадь, необходимая для размещения машины — 225 м².
- Ориентировочная стоимость БЭСМ-6 — 530 000 рублей[2].

За разработку и внедрение в народное хозяйство БЭСМ-6 в 1969 году следующим людям была присуждена Государственная премия СССР в области науки и техники: С. А. Лебедев, В. А. Мельников, Л. Н. Королёв, А. А. Соколов, В. Н. Лаут, М. В. Тяпкин, Л. А. Зак, В. И. Смирнов, А. Н. Томилин, В. И. Семешкин, В. А. Иванов.
В 2017 году Почтой России выпущена памятная почтовая карточка, посвящённая 50-летию БЭСМ-6 и её главному конструктору С. А. Лебедеву.
- Одна из печатных плат БЭСМ-6
- Память на ферритовых сердечниках
- Консоль стойки АУ центрального вычислителя
- Консоль стойки УВУ
- Консоль стойки УУ центрального вычислителя
- Платы в стойке
- Платы в стойке
- Одна из стоек ЭВМ БЭСМ-6
- АЦПУ-128-3
- Станция питания БЭСМ-6
- Платы в стойке БЭСМ-6
- Консоль стоек. Общий вид

## БЭСМ-6 и CDC 1604
Существует мнение, что архитектура БЭСМ-6 в значительной степени воспроизводила архитектуру системы CDC 1604 фирмы Control Data Corporation (главный конструктор — Сеймур Крэй), серийно выпускавшейся с 1960 года (совпадали некоторые технические характеристики, такие как уникальная для этих двух систем разрядность слова и адреса и разрядность машинных команд в слове, использование одноадресных команд с индексным регистром, регистра скрытых разрядов, кодировка символов и пр., также идентичная техдокументация на обе машины), а также ряд архитектурных решений системы Atlas. В качестве подтверждения приводится статья аспиранта Питера Уолкота (англ. Peter Wolcott) и профессора Сеймура Гудмена (англ. Seymour E. Goodman) из Аризонского университета «High-Speed Computers of the Soviet Union». Однако, фактически статья содержит обратное утверждение:

Хотя БЭСМ-6 имеет некоторые общие конструктивные особенности с британским Атласом и CDC-1604, она не является близкой копией ни того, ни другого.
Оригинальный текст (англ.)Although the BESM-6 shares some design features with the British Atlas and the CDC-1604, it does not closely copy either.

Тем не менее, на уровне прикладных программ разработчикам, адаптировавшим транслятор Фортрана для БЭСМ-6, была поставлена задача обеспечения полной совместимости с CDC 1604.
Прямое сравнение спецификаций БЭСМ-6 и CDC-1604 не позволяет выявить каких-либо ощутимых сходств в архитектуре этих машин. В частности:
- Набор команд полностью различен;
- Формат команд полностью различен;
- Подход к работе с целыми числами полностью различается (у CDC — отдельные команды для работы с целыми, у БЭСМ — отключение нормализации);
- Представление числа — различно (36 бит мантиссы у CDC, 40 — у БЭСМ);
- Система прерываний БЭСМ включает в себя множество различных источников прерываний и раздельное их маскирование;
- Индексные регистры: 6 — у CDC, 15 — у БЭСМ;
- БЭСМ имеет стековый режим адресации (индексный регистр 15), у CDC стека нет;
- БЭСМ имеет признак «омега», влияющий на режим работы условных команд, у CDC нет ничего похожего;
- В отличие от CDC, БЭСМ-6 имела виртуальную память, режимы пользователя и супервизора, защиту от исполнения привилегированных команд в режиме супервизора и набор операций для осуществления системных вызовов (экстракоды);
- БЭСМ имеет кеш-память, предварительную загрузку команд в кеш и механизм асинхронной отложенной записи результатов;

В 1967 году начала работать БЭСМ-6, выполнявшая около 1 млн операций в секунду (с 1965 года в Швейцарии в ЦЕРН эксплуатировалась предсерийная машина CDC 6600. В 1968 году эта машина была остановлена на 2 месяца для капитального ремонта, необходимого для повышения надёжности работы и внесения изменений, применённых на серийных машинах). Вычислительный комплекс, в состав которого входили БЭСМ-6, в 1975 году в ходе космического полёта «Союз — Аполлон» обрабатывал телеметрию за 1 минуту, в то время как американская сторона на такой расчёт тратила 30 минут.
Тем не менее, в декабре 1977 года в Министерстве радиопромышленности СССР было принято решение прекратить разработки собственных вычислительных систем и использовать разработки американских компьютерных фирм IBM и DEC, адаптировав их к советской элементной базе.
Вопрос о связи машинной архитектуры с результатами работ программ на Фортране и о принципиальных причинах несоответствия результатов работы программ для численных расчётов на ЭВМ различной архитектуры (в частности, БЭСМ-6 и ЕС ЭВМ) рассмотрен в книге «Ошибки-ловушки при программировании на фортране». Аналогичный вопрос о программах на Фортране для систем с архитектурами CDC и IBM рассмотрен в книге «Оптимизация в Фортране».

## Производство
БЭСМ-6 выпускалась серийно с 1968 по 1987 год,на Московском заводе счетно-аналитических машин ( всего было выпущено 355 машин. В начале 1980-х в составе поставки Эльбрус-1 выпускалась в 2,5—3 раза более быстрая версия БЭСМ-6 на интегральных микросхемах — Эльбрус-1К2 или СВС («Система, воспроизводящая систему», неофициальное название). В качестве периферийных устройств использовались компоненты «Эльбрус». Также в систему был введён интерфейс EC ЭВМ, что позволяло подключать соответствующую периферию.
Всего было выпущено 355 машин, которые были установлены:
№ 345 в/ч 87286 г. Сосновый Бор Ленинградской обл. в 1981 году в качестве центрального компьютера комплексного полномасштабного тренажера «Диана-Барс».

## Другие разработки на основе БЭСМ-6

### Эльбрус-Б
Дальнейшее развитие линии БЭСМ-6. Система разработана под руководством члена-корреспондента АН СССР Г. Г. Рябова и М. В. Тяпкина на элементно-конструкторской базе 5Э26. Производительность была увеличена в 4—5 раз. Были устранены следующие проблемы БЭСМ-6:
- Длина адреса 15 разрядов, что позволяет адресовать только 32 килослов ячеек ОЗУ
- Точность представления чисел 48-разрядным кодом недостаточна для вычислений

Система работала в следующих режимах:
- режим полной совместимости с БЭСМ-6: разрядность чисел — 48, разрядность адреса — 15, полное повторение системы команд БЭСМ-6
- Режим работы, полностью повторяющий систему команд БЭСМ-6, но с 27-разрядным виртуальным адресом
- Новый режим работы с расширенной системой команд БЭСМ-6, с 64-разрядными словами

### Аппаратура сопряжения — АС-6
В 1973 году под руководством В. А. Мельникова была разработана т. н. «аппаратура сопряжения к БЭСМ-6» (АС-6) — модульная система, позволяющая объединять БЭСМ-6, ЦП АС-6, общие модули памяти, несколько специализированных периферийных машин (ПМ-6) и их периферию в единый комплекс.
C 1977 по 1987 года АС-6 выпускалась на Московском заводе счётно-аналитических машин (САМ). Всего было выпущено 8 систем.
В 1982 году за разработку АС-6 была присуждена Государственная премия СССР, лауреатами которой стали: В. А. Мельников, А. А. Соколов, В. П. Иванников, А. Ю. Бяков, В. Л. Ли, В. И. Смирнов, Л. А. Зак, В. С. Чехлов.

## Программное обеспечение

### Д-68
Одной из первых операционных систем для БЭСМ-6 был Диспетчер-68 (Д-68). По сути Д-68 — ядро операционной системы, обеспечивающее мультипрограммный режим пакетной обработки заданий, управление виртуальной памятью, управление внешними запоминающими устройствами и устройствами ввода-вывода. Д-68 послужил основой для ОС реального времени НД-70 («Новый диспетчер-70»).
Разработана в ИТМиВТ под руководством профессора Л. Н. Королёва при участии В. П. Иванникова и А. Н. Томилина.

### Мониторная система «Дубна»
Мониторная система «Дубна» была создана в 1965—1966 годах коллективом сотрудников Объединённого института ядерных исследований с участием специалистов из ГДР, ВНР, КНДР, а также из ИАЭ им. Курчатова. В дальнейшем развитии системы принимали участие сотрудники ИК АН УССР, ИАПУ ДВНЦ АН СССР, ИФВЭ, ГОИ им. С. И. Вавилова и других. Имелись компиляторы Фортран, Алгол, Автокод МАДЛЕН, интерпретатор Лисп, Паскаль. Также имелась возможность использовать языки Симула, Аналитик, Аква, Сибэсм-6, метаязык R-грамматик, эмулировать на БЭСМ-6 программы М-6000 ТПА.

### Другие программы
Большим коллективом разработчиков под руководством В. Ф. Тюрина в 1971 г. была создана операционная система ДИСПАК, удачно решавшая вопросы работы в режиме разделения времени, которая затем использовалась почти на всех ЭВМ типа БЭСМ-6 вплоть до 1990-х годов. Существовали и другие операционные системы: ИПМ, НД-70, БАМОС, УНИОС.
В конце 1970-х гг. была разработана диалоговая система «Краб».
Кроме мониторной системы «Дубна», были созданы другие мониторные системы для ЭВМ типа БЭСМ-6: Димон, Пульт, ДМС, Темп, Интеграл, УПО.
Широкое распространение получила библиотека векторной графики Графор.
В Вычислительном центре АН СССР в Лаборатории программирования под руководством В. М. Курочкина был создан транслятор с языка АЛГОЛ 60 сначала для ЭВМ БЭСМ-2, позже — для ЭВМ БЭСМ-6. Он на протяжении многих лет служил важным инструментом для решения прикладных задач из различных областей естественных наук, широко использовался во многих организациях СССР.

## Эмуляция
На основе SIMH сделан эмулятор besm6